# رجینالد داوسون هاپکرافت لاف
رجینالد داوسون هاپکرافت لاف (انگلیسی: Reginald Dawson Hopcraft Lough; ۵ اوت ۱۸۸۵ – ۲۲ مارس ۱۹۵۸) فرد نظامی اهل بریتانیا بود. وی همچنین برندهٔ جوایزی همچون نشان امپراتوری بریتانیا شده‌است.